# Commando

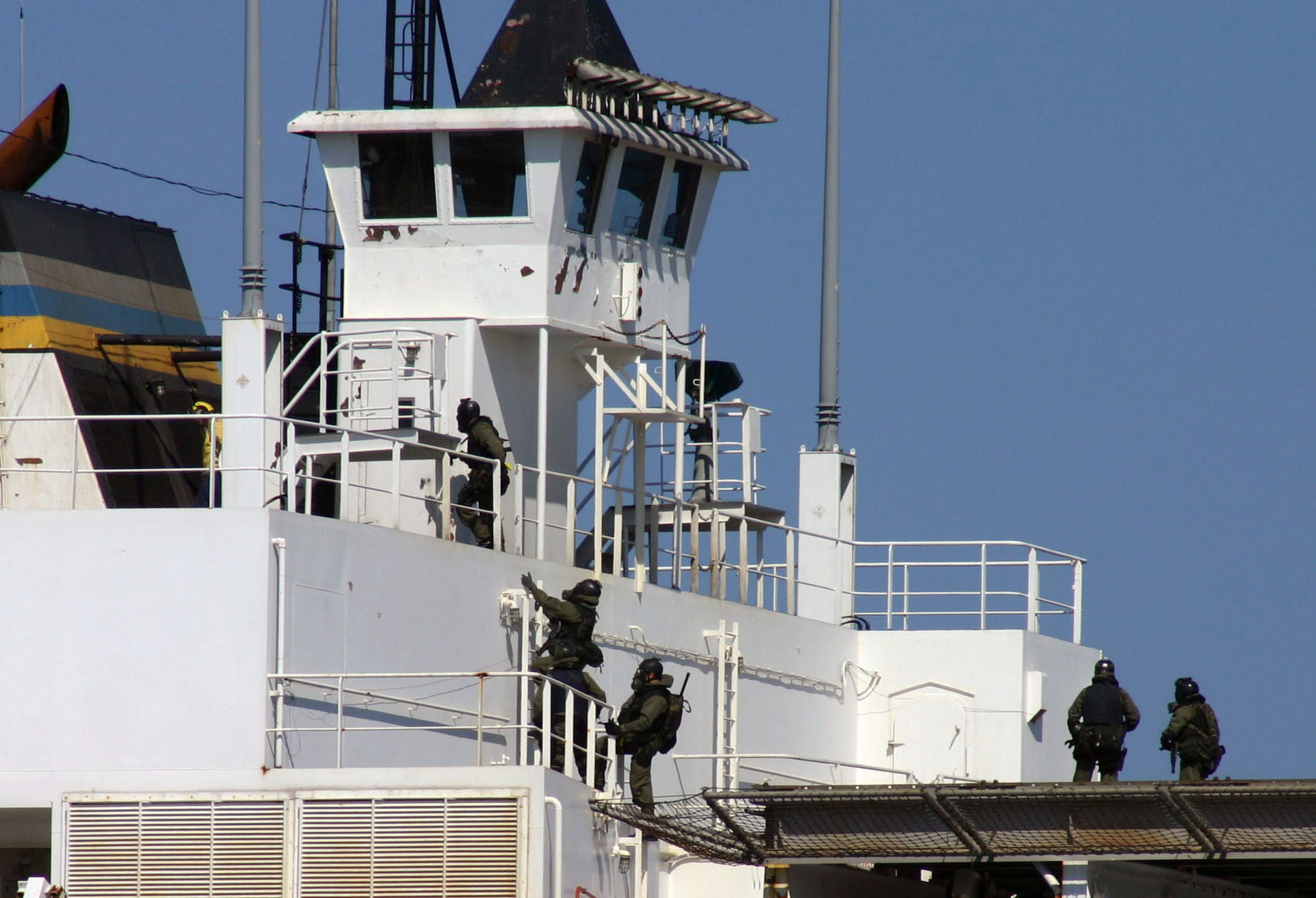
Commando incursori del COMSUBIN in azione

Il commando, nel gergo militare, indica una unità militare terrestre, anche aviotrasportata, composta da più individui, dedita ad operazioni speciali come assalti, sbarchi anfibi e sabotaggi in territorio nemico.
La parola è una corruzione del termine afrikaans kommando che designava le tradizionali unità di fucilieri a cavallo dei Boeri del Sudafrica, divenute molto note per il loro ruolo durante le guerre anglo-boere, durante il quale si specializzarono in azioni di guerriglia.
Più recentemente, durante la seconda guerra mondiale con il termine commandos erano identificate truppe scelte dell'esercito britannico dispiegate in territorio nemico durante azioni combinate tra varie forze armate (esercito, marina, aviazione) allo scopo di dare il massimo effetto all'azione stessa.

## Storia
La parola, il cui uso è attestato sin dal 1642, è di derivazione olandese e probabilmente a sua volta fu influenzata dal termine portoghese comando (nel significato, proprio anche in italiano, di "ordine militare, comando"); è possibile anche che il termine sia entrato nella lingua afrikaans direttamente dal portoghese, grazie ai contatti dei Boeri con le colonie africane del Portogallo.
Tali tipi di unità vennero ampiamente utilizzate all'inizio del XVIII secolo per volere delle autorità della Colonia del Capo: per fronteggiare le incursioni dei gruppi indigeni ostili del Sudafrica, ciascun maschio bianco tra i 16 e i 60 anni era incaricato di presentarsi entro 48 ore dalla richiesta di mobilitazione delle autorità locali, già equipaggiato (a proprie spese) di cavallo, fucile, cibo e munizioni per otto giorni; queste unità di civili armati, il cui organico poteva variare da poche decine a diverse centinaia di uomini, erano guidate da un kommandant ("comandante") generalmente eletto dagli stessi componenti. La struttura di comando era molto informale: un kommandant poteva dare ordini in battaglia ma non poteva obbligare gli uomini ad eseguirli o punirli se non lo facevano, e di fatto era solo la sua reputazione e il suo carisma che gli garantivano l'autorità sugli altri.
Il sistema dei kommando fu mantenuto dalle comunità boere sorte dopo il "Grande Trek", lo Stato Libero dell'Orange e la Repubblica del Transvaal: in Transvaal, ad esempio, ognuno dei dodici distretti elettorali in cui era diviso il territorio era incaricato di fornire un kommando in caso di guerra, e la responsabilità di riunire gli uomini era affidata a specifici funzionari distrettuali chiamati veldkornets (letteralmente "cornette da campo"). Durante le guerre boere contro i britannici la struttura dei kommando fu adottata anche dalle formazioni di volontari reclutate dai boeri tra gli stranieri residenti in Sudafrica, come la Legione Volontaria Italiana di Camillo Ricchiardi.
I kommando boeri si dimostrarono un avversario molto duro per i britannici: rifiutando le tradizionali tattiche di combattimento adottate dagli eserciti europei, i boeri preferivano una strategia difensiva, con gli uomini appostati su colline e postazioni elevate, ben mimetizzati grazie ai loro normali abiti civili da lavoro, da cui potevano bersagliare a lunga distanza con i loro fucili le truppe nemiche avanzanti in campo aperto; se il nemico si avvicinava troppo, i boeri generalmente rifiutavano lo scontro corpo a corpo e, balzati sui cavalli sempre tenuti a portata di mano, ripiegavano su una nuova posizione dominante da cui riprendere il tiro a distanza. Poiché la caccia era un'attività tradizionale e di fondamentale importanza per la sopravvivenza nella campagna, i boeri erano molto abili nel tiro con il fucile, cosa che li rendeva buoni tiratori scelti.
Il termine divenne di uso comune a partire dalla seconda guerra mondiale: alla ricerca di una designazione per le nuove unità di forze speciali create dal British Army, incaricate di condurre raid mordi-e-fuggi contro i territori occupati dalla Germania nazista, il tenente colonnello Dudley Clarke, sudafricano di nascita, suggerì la parola commandos partendo dal termine afrikaans, scelta approvata anche dal primo ministro Winston Churchill; le azioni dei British Commandos durante la guerra spinsero svariate nazioni a creare unità simili, e la parola "commando" divenne quindi di larga diffusione. Le tattiche comuni ai commando contemporanei sono il prodotto delle esperienze accumulate nel corso dei secoli, ma messe prepotentemente in primo piano e sviluppate come parte delle tattiche di guerriglia del XX secolo.
Nei paesi del Blocco orientale venivano e vengono tuttora definiti "Gruppi di sabotaggio e ricognizione", con l'acronimo DRG.

## Caratteristiche
Sono generalmente inquadrati nelle forze speciali; poiché ad essi vengono richiesti requisiti specifici e più sviluppati rispetto alle truppe ordinarie, queste unità possono poi essere composte da uno o più individui, o anche da una brigata, e spesso operano in congiunzione con formazioni militari più tradizionali. L'addestramento può comprendere diversi aspetti come combattimento corpo a corpo, infiltrazione, pattugliamento, ricognizione, l'abilità a muoversi su diversi terreni (giungla, deserto, ghiacci e montagne)

## Impiego
I commando vengono normalmente addestrati per l'assalto da terra, dal mare o dall'aria, o comunque per determinate operazioni che richiedano elevata rapidità e una certa furtività ed affidamento esclusivo alle proprie risorse. Sono anche impiegati in operazioni notturne o in particolari condizioni climatiche, tuttavia le unità di commando non sono pensate per restare continuamente sulla linea del fronte per lunghi periodi.

## Unità famose

### Commando britannici
I britannici (che non avevano formazioni di commando durante la prima guerra mondiale), rinverdirono il termine nel 1940 durante la seconda guerra mondiale, con la creazione dei loro Commando dell'esercito e, successivamente, con l'aggiunta dei Royal Marines dal 1942. L'intenzione originale era che agissero come forze piccole e altamente mobili, per incursioni e ricognizione, con la capacità di combinarsi nel ruolo di truppe d'assalto, vista anche la disastrosa situazione in cui versava il British Army in quel particolare periodo della guerra e la sua conseguente incapacità di eseguire azioni convenzionali sul continente europeo. I commando erano pensati per restare sul campo delle operazioni per non più di 36 ore portandosi appresso quindi tutto l'occorrente per l'operazione.
I commando dell'esercito erano tutti volontari selezionati tra i soldati già arruolati, mentre questi erano ancora in Gran Bretagna. Lo stesso processo di selezione dei volontari venne impiegato per la formazione del commando N.40 dei Royal Marines. I successivi commando dei Royal Marines vennero formati ricomponendo gli esistenti battaglioni dei Royal Marines in commando.
Con il progredire della guerra, parte della selezione e dell'addestramento si svolse sui teatri delle operazioni. I commando dell'esercito vennero sciolti nel 1946, mentre i Royal Marines Commandos sopravvissero. Oggi il Regno Unito mantiene una brigata di commando (3 Commando Brigade) sotto i Royal Marines che comprende tre "Royal Marines infantry Commando", un "Army Royal Artillery Commando" e un "Army Royal Engineers Commando".

### Commando statunitensi
Durante l'estate del 1942, la fanteria statunitense, stanziata in Irlanda del Nord, formò i Rangers, comandati dal Maggiore William Darby, secondo lo stesso principio dei Commando dell'esercito britannico. La prima considerevole azione intrapresa dai Ranger si svolse nell'agosto 1942 a Dieppe (Operazione Jubilee), che si risolse in un fallimento e in cui 50 Rangers vennero aggregati ai Commando britannici. La seconda azione, compiuta interamente dai Rangers, si svolse durante l'invasione dell'Africa nord-occidentale con l'(Operazione Torch) nel novembre 1942.

### Commando tedeschi
Pur avendo avuto la grande esperienza ed il primato dello sviluppo di forze d'assalto speciali, dette Stoßtruppen, durante la prima guerra mondiale, successivamente la Germania non sviluppò reparti particolari e specifici per compiti da commando, anche perché le modalità d'impiego e l'addestramento delle Stoßtruppen vennero diffusi fra tutte le forze di fanteria e del genio costituite nel dopoguerra prima della seconda guerra mondiale.
L'Abwehr formò i Brandenburger nel dicembre 1939. Essi condussero un misto di azioni allo scoperto e sotto copertura, ma divennero sempre più coinvolti in azioni di fanteria e alla fine divennero una divisione di Panzer-Grenadier, che soffrì pesanti perdite in Russia. Otto Skorzeny (noto principalmente per la liberazione di Benito Mussolini) condusse diverse operazioni speciali per conto di Adolf Hitler, ma nessuna organizzazione di Commando venne sviluppata per questi scopi ed egli rimase tecnicamente un ufficiale delle Waffen-SS (Sturmbannführer - equivalente di Maggiore).
Attualmente le unità che svolgono tali compiti sono inquadrate nelle Kommando Spezialkräfte.

### Commando italiani
L'Italia comprese l'importanza e la potenzialità dei commando già fin dalla prima guerra mondiale, con gli  "Arditi", i quali però vennero ricostituiti nella seconda guerra mondiale solo dalla metà del 1942 come 10º Reggimento arditi. Anche la Regia Aeronautica costituì dei reparti commando durante la seconda guerra mondiale (gli ADRA), ma le unità più famose furono quelle della Xª Flottiglia MAS della Regia Marina, che fu responsabile dell'affondamento e del danneggiamento di un considerevole numero di unità Alleate nel Mar Mediterraneo.
Dopo l'armistizio di Cassibile, quelli di loro che continuarono a combattere con la Germania mantennero il nome originale, mentre quelli che si schierarono con gli Alleati cambiarono il nome in Mariassalto.

### Commando francesi

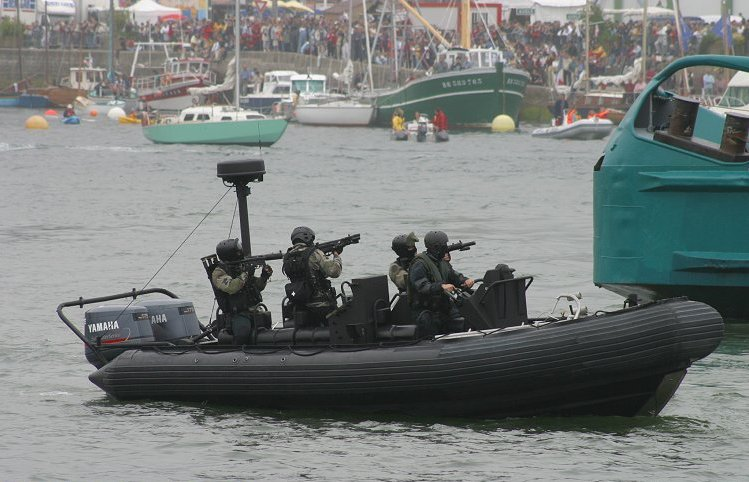
Dimostrazione d'assalto del Commando Jaubert.

La Forza marittima dei fucilieri di marina e dei commando (in francese: Force maritime des fusiliers marins et commandos e abbreviato in FORFUSCO) sono delle forze speciali di fanteria di marina composte di fucilieri di marina e commando marini (fusiliers marins et commandos marine); il FORFUSCO opera spesso sotto l'autorità del Comando delle operazioni speciali (COS).
I commandos marine sono basati a Lorient (tranne il commando Hubert che è basato a Saint-Mandrier-sur-Mer) constano di 650 uomini e sono ripartiti in 7 commando (circa 90 uomini per unità):
- Commando Jaubert (dal 1944, combattimento: controterrorismo, liberazione ostaggi, assalto in mare),
- Commando Trepel (dal 1947, combattimento: controterrorismo, liberazione ostaggi, assalto in mare),
- Commando de Montfort (dal 1947, combattimento: neutralizzazione, osservazione),
- Commando de Penfentenyo (dal 1947, combattimento: neutralizzazione, osservazione),
- Commando Hubert (dal 1947, combattimento: controterrorismo, liberazione ostaggi, azione sottomarina, uomini-rana),
- Commando Kieffer (dal 2008, appoggio: comando, guerra elettronica, cinotecnica, droni e CBRN);
- Commando Ponchardier (dal 2015, appoggio: alle operazioni, mezzi nautici, terrestri, 3D, armamenti).

I commandos marines sono stati creati nel 1946, ma la loro origine risale alla seconda guerra mondiale e alle prime unità delle Forze navali francesi libere create già nel maggio 1942. Da allora, i commandos marines hanno partecipato a diverse operazioni durante la seconda guerra mondiale, la guerra d'Indocina, la crisi di Suez (Operazione moschettiere) e la guerra d'Algeria. E poi in molti teatri nel mondo: in Libano, nel golfo Persico (guerra del Golfo), in Bosnia, in Kosovo, in Somalia, in Ruanda (Opération Turquoise), in Afghanistan, al largo della Somalia, nel Mali, nel Sahel, in Repubblica Centrafricana, in Ciad, alle Seychelles, alle Comore, a Mururoa, in Nuova Caledonia (presa di ostaggi a Ouvéa), a Gibuti, nell'ex-Jugoslavia, nello Yemen, nella Repubblica del Congo, in Sierra Leone, in Libia, ecc.

### Commando belgi
Creati nella seconda guerra mondiale dai britannici e addestrati dai SAS, sono divenuti nel dopoguerra unità speciale dell'esercito belga e molto attivi in Africa inquadrati nella Brigata Para-Commando.